# Мец
Мец (фр. Metz) је град на североистоку Француске, главни град департмана Мозел и региона Лорена. Мец лежи на ушћу реке Сел у реку Мозел. По подацима из 2006. године број становника у месту је био 124.435.
Иако је у прошлости Нанси био престоница Лорене, средином 20. века Мец је изабран као главни град региона Лорена.

## Историја
Град Мец су основали Келти и називали су га Медиоматрикум. Ово име је знатно касније скраћено у Метис, па најзад Мец. Године 52. п. н. е., град су заузели Римљани. Град се тада развио у један од највећих градова римске Галије (40.000 становника). Године 451, град је заузео вођа Хуна Атила Бич Божји.
У средњем веку, Мец је био престоница Аустразије или Источног франачког царства. Мец је био једно време седиште Карла Великог. Касније је постао део Светог римског царства. Ту је крунисан Карло Ћелави, краљ Француске и цар Светог римског царства.
Дуго времена Мец је био готово независан град на граници Француске и Немачког царства. Анри II је 1552. припојио Мец Француској и поред отпора становништва. Град је после тога утврђен.
Након немачке победе у Француско-пруском рату 1870. Мец је постао део Немачке и у њој остао до 1919. И данас је видљива разлика у архитектури четврти које су подигнуте у време немачке односно француске владавине.
Најзначајнији споменик културе у Мецу је готичка Катедрала Сент Етјен чије је витраже дизајнирао Марк Шагал.

## Демографија
| 1962.   | 1968.   | 1975.   | 1982.   | 1990.   | 1999.   | 2006.   | 2011.   |
| ------- | ------- | ------- | ------- | ------- | ------- | ------- | ------- |
| 102.771 | 107.537 | 111.869 | 114.232 | 119.594 | 123.776 | 124.435 | 119.962 |

## Партнерски градови
- Луксембург
- Трир
- Глостер
- Сен Дени
- Кармијел
- Јичанг
- Тајлер
- Храдец Кралове
- Канзас Сити
- Djambala
- Тангер

## Галерија
- Катедрала у Мецу
- Позориште
- Немачка капија
- Мост у Мецу